# Tanjung Pala
Tanjung Pala is een bestuurslaag in het regentschap Natuna van de provincie Riau-archipel, Indonesië. Tanjung Pala telt 838 inwoners (volkstelling 2010).